# Niphidium macbridei
Niphidium macbridei är en stensöteväxtart som beskrevs av David Bruce Lellinger. Niphidium macbridei ingår i släktet Niphidium och familjen Polypodiaceae. Inga underarter finns listade.